# Ceadîr
Ceadîr è un comune della Moldavia situato nel distretto di Leova di 1.213 abitanti al censimento del 2004